# Ernest Kramer
Ernest Kramer (tudi Ernst),  slovenski kemik in agronom, * 4. februar 1854, Škofja Loka, † 21. december 1907, Ljubljana.

## Življenje in delo
V Kranju je leta 1870 končal nižjo gimnazijo. V letih 1871−1874 je obiskoval realko v Ljubljani. Nato se je šolal na akademiji v Dečinu na Češkem. Šolanje je prekinil za eno leto zaradi odhoda k vojakom. Po vrnitvi je napravil maturo na gimnaziji. Nato se je vpisal na kmetijsko visoko šolo na Dunaju. Leta 1878, v tretjem semestru študija, je bil poklican za suplenta na kmetijsko visoko šolo v Gorici, kjer pa je učil samo dobre tri mesece, nato je moral na vojsko v Hercegovino, kjer je zbolel na srcu.
Diplomiral je leta 1881 na visoki šoli za kmetijstvo in gozdarstvo na Dunaju. Najprej je pol leta služboval kot prostovoljec v kmetijsko-kemijskem laboratoriju na Dunaju. Leta 1882 je postal kmetijski potovalni učitelj v Ljubljani, nato v Trstu. Leta 1885 je postal vodja slovenske kmetijske visoke šole v Gorici. Nato se je odpravil na univerzo v Heidelberg, kjer je leta 1889 napravil doktorat iz kemije.
V letih 1891−1893 je bil docent bakteriologije na tehniški visoki šoli v Gradcu. Leta 1894 je postal potovalni učitelj pri Kmetijski družbi v Celovcu. Tam je ustanovil in vodil kmetijsko-kemični laboratorij. Leta 1898 je prišel v Ljubljano, da bi tudi tam ustanovil podoben laboratorij.
Področje njegovega raziskovanja so bile talne razmere in rodovitnost zemlje, organska in mineralna gnojila, sorte kmetijskih rastlin in sadja na Kranjskem.
Leta 1900 je ustanovil društvo za pospeševanje obdelovanja Ljubljanskega barja, v okviru društva pa je v letih 1902−05 izdajal Izvestja. O Ljubljanskem barju je napisal obsežno študijo. Ukvarjal se je tudi z enologijo in sadjarstvom.

## Dela
Objavil je številne referate, razprave, poročila in knjige, med drugimi tudi prvo delo s področja kemijske bakteriologije, zato ga štejejo tudi za začetnika te vede.